# كريستا فولف

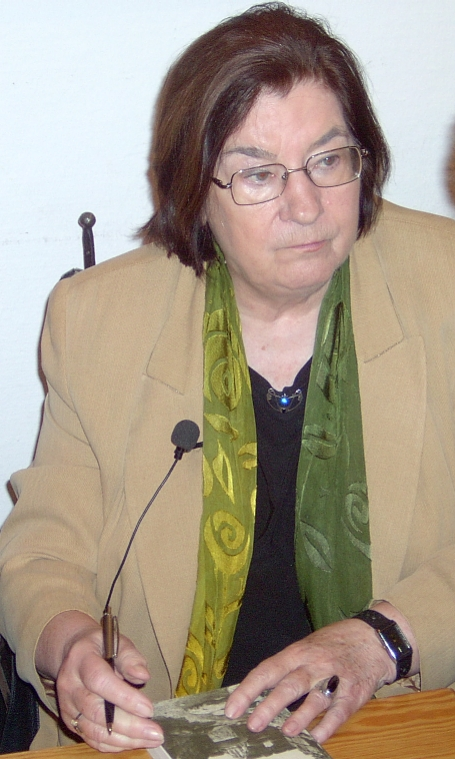
كريستا فولف

كريستا فولف Christa Wolf (ولدت في لاندسبرج الواقعة على نهر الفارته في غرب بولندا في 18 مارس 1929، وتوفيت في 1 ديسمبر 2011)، كاتبة روائية ألمانية.

## حياتها
ولدت كريستا فولف في لاندسبرج في غرب بولندا لأب يعمل في مجال التجارة. وكانت تذهب إلى المدرسة حتى نهاية الحرب. وبعد أن تقرر إجلاء الألمان الموجودين في بولندا عنها وترحيلهم إلى ألمانيا، استقرت العائلة في منطقة ميكلنبورج في شمال ألمانيا في عام 1945.
في تلك الفترة كانت كريستا تعمل كاتبة على الآلة الكاتبة لدى عمدة إحدى القرى القريبة من شفيرين. ثم حصلت على الشهادة الثانوية من المدرسة العليا في باد فرانكنهاوْزن، ثم التحقت بحزب الـ SED. ودرست بين عامي 1949 و 1953 علوم اللغة الألمانية في يينا ولايبزج. وفي عام 1951 تزوجت بالكاتب جيرهارد فولف، وفي العام التالي ولدت ابنتها الأولى أنيته Annette.
عملت مساعدة علمية في اتحاد الكتاب الألماني، ومراجعة علمية في العديد من دور النشر، وكذلك رئيسة تحرير لمجلة «الأدب الألماني الجديد» Neue Deutsche Literatur. شغلت من عام 1955 حتى عام 1977 مقعدا في مجلس إدارة اتحاد الكتاب الألماني في ألمانيا الشرقية. وبعد أربعة أعوام من ولادة ابنتها الأولى ولدت ابنتها الثانية كاترين.
تفرغت للكتابة منذ عام 1962. أقامت في كلايْنماخنوف القريبة من برلين من بين عامي 1962 و 1976, ثم انتقلت إلى برلين في عام 1976.
في عام 1976 تم فصلها من اتحاد الكتاب لمشاركتها في التوقيع مع كتاب آخرين على «رسالة مفتوحة ضد سحب الجنسية من الكاتب فولف بيرمان».
وكانت كريستا قد قامت في عام 1972 برحلة إلى باريس، وانضمت في عام 1984 إلى الأكاديمية الأوروبية للعلوم والفنون في باريس. وبعد عامين حصلت على عضوية أكاديمية الفنون في هامبورغ.
وقد قامت كريستا فولف بالعديد من الرحلات إلى فنلندا والسويد وفرنسا والولايات المتحدة، وقد منحت الدكتوراه الفخرية في جامعة ولاية أوهيو بالولايات المتحدة.
كانت كريستا فولف من أهم الأديبات الألمانيات، وقد ترجمت أعمالها إلى لغات كثيرة.

## روابط خارجية
- كريستا فولف على موقع IMDb (الإنجليزية)
- كريستا فولف على موقع الموسوعة البريطانية (الإنجليزية)
- كريستا فولف على موقع مونزينجر (الألمانية)
- كريستا فولف على موقع ألو سيني (الفرنسية)
- كريستا فولف على موقع ميوزك برينز (الإنجليزية)
- كريستا فولف على موقع أول موفي (الإنجليزية)
- كريستا فولف على موقع قاعدة بيانات الأفلام السويدية (السويدية)
- كريستا فولف على موقع إن إن دي بي (الإنجليزية)
- كريستا فولف على موقع ديسكوغز (الإنجليزية)